# Dikasterium für die Gesetzestexte
Das Dikasterium für die Gesetzestexte (lateinisch Dicasterium de Legum Textibus) wurde durch das Motu Proprio Recognito Iuris Canonici Codice Johannes Pauls II. vom 2. Januar 1984 als Päpstlicher Rat für die Gesetzestexte errichtet. Zuständig ist das Dikasterium für die Auslegung insbesondere des Codex Iuris Canonici.

## Geschichte
Das heutige Dikasterium besteht in leicht abgewandelter Form seit 1917.
Papst Benedikt XV. errichtete am 15. September 1917 durch das Motu Proprio Cum iuris canonici die Päpstliche Kommission für die Interpretation von Gesetzestexten, die für die Auslegung des am 27. Mai 1917 promulgierten CIC zuständig war.
Am 11. Juli 1967 schuf Paul VI. die Päpstliche Kommission für die Auslegung der Gesetze des Zweiten Vatikanischen Konzils. Dessen Arbeit führte ab 1984 der Päpstliche Rat für die Gesetzestexte fort.
Mit Inkrafttreten der Apostolischen Konstitution Praedicate Evangelium am 5. Juni 2022 erhielt der Rat die Bezeichnung „Dikasterium für die Gesetzestexte“ (“Dicastero per i Testi legislativi”).

## Aufgaben
Die Aufgaben dieses Dikasteriums sind:
- Interpretation der Gesetzestexte der Kirche, vor allem die mit päpstlicher Vollmacht bekräftigte authentische Interpretation der universalkirchlichen Gesetze

- Unterstützung der anderen Dikasterien bei der Abfassung allgemeiner Ausführungsdekrete und Instruktionen in Übereinstimmung mit den geltenden Gesetzesvorschriften

- Überprüfung der allgemeinen Dekrete der Bischofskonferenzen nach juristischen Gesichtspunkten

- Entscheidung darüber, ob partikulare Gesetze und allgemeine Dekrete von Gesetzgebern unterhalb der höchsten Autorität mit den gesamtkirchlichen Gesetzen übereinstimmen oder nicht

- andere Aufgaben aufgrund einer besonderen Beauftragung durch den Papst.[1]

## Präsidenten
- 1917–1930: Pietro Kardinal Gasparri
- 1934–1936: Luigi Kardinal Sincero
- 1939–1946: Massimo Kardinal Massimi
- 1955–1966: Pietro Kardinal Ciriaci
- 1967–1982: Pericle Kardinal Felici
- 1984–1989: Rosalio José Kardinal Castillo Lara SDB
- 1990–1994: Vincenzo Kardinal Fagiolo
- 1994–2007: Julián Kardinal Herranz Casado
- 2007–2018: Francesco Kardinal Coccopalmerio
- 2018–2025: Filippo Iannone OCarm

## Mitglieder

### Kardinäle
- Peter Erdö
- Kevin Farrell
- Dominique Mamberti
- Luis Antonio Tagle
- Claudio Gugerotti (seit 2023)
- Víctor Manuel Fernández (seit 2023)[2]
- Lazarus You Heung-sik (seit 2023)[2]
- Frank Leo (seit 2025)[3]

### Weiteres Mitglied
- Marco Mellino